# استات مولیبدن (II)
استات مولیبدن(II) (به انگلیسی: Molybdenum(II) acetate) با فرمول شیمیایی C۸H۱۰Mo۲O۶ (dihydrate) یک ترکیب شیمیایی است. که جرم مولی آن ۴۶۲٫۰۸۷۸۴ g/mol می‌باشد. شکل ظاهری این ترکیب، جامد زرد است.